# Başmabeyinci
Başmabeyinci war ein Titel im Osmanischen Reich. Der Başmabeyinci war der Vorgesetzte aller Mabeyinciler. Dem Titel liegt der arabische Begriff mā bayn / ما بين / ‚was dazwischen ist‘ zugrunde.
Die Mabeyinciler waren eine privilegierte Einheit von Pagen im Bereich des Saray und des Harems. Sie rasierten und kleideten den Herrscher. Bis zum 17. Jahrhundert stand ihnen der Silahdar vor. Im 18. und 19. Jahrhundert wurde auch der Başçuhadar (oberster Kämmerer), der Sarıkçıbaşı und der Kahvecibaşı zu den Mabeyinciler gezählt.